# Isaac Boakye
Isaac Boakye (Kumasi, 26 novembre 1981) è un ex calciatore ghanese, di ruolo attaccante.
Ha partecipato con la Nazionale di calcio del Ghana alla Coppa d'Africa 2002.

## Carriera

### Club
Boakye inizia la sua carriera nel 1999 nelle giovanili del Ghapoha Readers, un club della città di Tema, in Ghana. Nel 2001 si trasferisce al settore giovanile dell'Ashanti Gold, nello stesso anno si allena in prova con gli svedesi dell'IFK Norrköping. Nel 2002 entra nelle giovanili dell'Ankaragücü in Turchia.
Boakye fa poi ritorno in Ghana, all'Asante Kotoko dove fa il suo debutto in prima squadra.
L'anno successivo si trasferisce in Germania, in Zweite Bundesliga all'Armina Bielefeld,, che riesce ad ottenere la promozione in Bundesliga al termine della stagione anche grazie ai suoi 14 gol.
Nel marzo 2005 Boakye prolunga il suo contratto con l'Armina Bielefeld fino al giugno del 2008, nonostante la sua stagione fosse stata tormentata dagli infortuni.
Nell'estate del 2006 viene ceduto al Wolfsburg per 1.2 milioni di euro, firmando un contratto triennale.
Nel gennaio 2008 viene ceduto in prestito al Mainz. Ritornato al Wolfsburg al termine del prestito, Boakye viene ceduto al Norimberga in Zweite Bundesliga. La stagione è positiva e il Norimberga arriva a disputare lo spareggio promozione/retrocessione con l'Energie Cottbus: nella gara di andata, terminata 3-0, Boakye segna una doppietta che spiana la strada verso la promozione che arriva dopo la vittoria per 2-0 nella gara di ritorno.

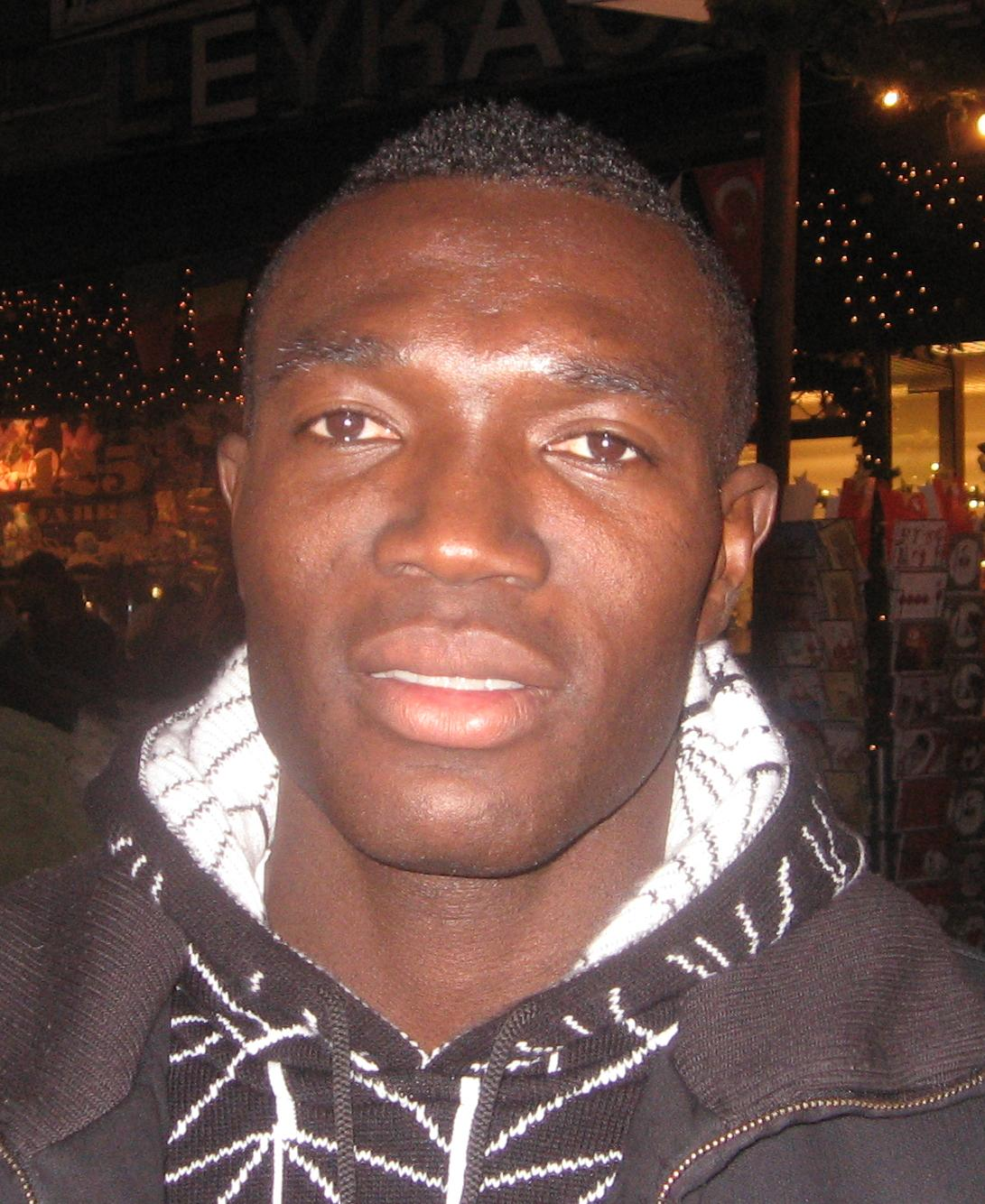
Isaac Boakye nel 2008

Nel dicembre 2010 Boakye rescinde il suo contratto con il Norimberga.

#### Vålerenga
Boakye firma un contratto con i norvegesi del Vålerenga il 31 marzo 2011. fa il suo debutto nella Tippeligaen in data 8 aprile, sostituendo Dawda Leigh nella sconfitta per 1-0 in casa dello Stabæk. Il 17 aprile segna la prima rete, nel pareggio per 1-1 contro il Lillestrøm.
Il 6 agosto 2011 rescinde il contratto che lo legava al club.

### Nazionale
Boakye fa il suo debutto con la maglia della nazionale ghanese il 3 giugno 2001 in una partita contro lo Zimbabwe valida per le qualificazioni alla Coppa d'Africa del 2002: Boakye entra in campo nel secondo tempo e nel recupero segna il gol decisivo del 2-1.
Boakye viene poi convocato per la fase finale della Coppa d'Africa del 2002 dove il Ghana viene eliminato ai quarti di finale. In questa competizione disputa una partita memorabile contro il Burkina Faso quando, entrato nel secondo tempo, permette alla sua squadra di vincere siglando una doppietta negli ultimi 60 secondi della partita. Dopo la partita Bokye dichiara: “ Sono troppo felice, Dio ha mostrato il suo marchio oggi”.
Successivamente Boakye segna una doppietta contro la Somalia nelle qualificazioni per i mondiali 2006.
Nel 2004 Boakye viene convocato dalla nazionale olimpica ghanese per le Olimpiadi di Atene 2004, tuttavia durante uno stage a Faro, in Portogallo, subisce un infortunio che gli impedisce di disputare le olimpiadi.
Nel 2006 a causa di un infortunio al ginocchio destro è costretto a saltare i mondiali.
Il 28 febbraio 2007 il nuovo allenatore del Ghana Claude Le Roy annuncia che Boakye non sarà più preso in considerazione per la nazionale.
In totale Boakye vanta 18 presenze e 6 reti con la Nazionale ghanese.

## Palmarès

### Club

#### Competizioni nazionali
- Campionato ghanese: 2

Asante Kotoko: 2003, 2013-2014
- Ghana SWAG Cup: 1

Asante Kotoko: 2003
- Ghana Top Four Cup: 1

Asante Kotoko: 2003